# فرانکین (ماساچوست)
فرانکین، ماساچوست
فرانکین(به انگلیسی: Franklin) شهری در شهرستان نورفولک ایالت ماساچوست می‌باشد که در سال ۱۷۷۸ بنیان‌گذاری شده‌است. این شهر در سرشماری سال ۲۰۱۰ میلادی، ۳۱٬۶۳۵ نفر جمعیت داشته‌است.